# San José del Torreón
San José del Torreón är en ort i Mexiko.   Den ligger i kommunen Ocampo och delstaten Guanajuato, i den centrala delen av landet, 300 km nordväst om huvudstaden Mexico City. San José del Torreón ligger 2 160 meter över havet och antalet invånare är 1 149.
Terrängen runt San José del Torreón är varierad. Runt San José del Torreón är det glesbefolkat, med 16 invånare per kvadratkilometer. Närmaste större samhälle är Ocampo, 19,1 km norr om San José del Torreón. Trakten runt San José del Torreón består i huvudsak av gräsmarker.